# Chrám Matky Boží Lurdské (Petrohrad)
Chrám Matky Boží Lurdské (rusky Храм Лурдской Божией Матери, francouzsky L'Église Notre Dame de Lourdes de Saint-Petersbourg) je římskokatolický chrám v Petrohradu, který byl postaven pro potřeby římskokatolické francouzské komunity v bývalém hlavním městě Ruského impéria.

## Historie
Katolíci francouzské národnosti už dříve požadovali stavbu chrámu pro své duchovní potřeby. V hlavním městě Ruska žila tehdy početná francouzská komunita; 3 700 místních Francouzů hlásilo ke katolíkům. Chrám se začal stavět v roce 1903 a výstavba byla dokončena v roce 1909. Jeho hlavními architekty byli León Benois a Marian Peretiatkowicz. Postaven byl v novorománském architektonickém stylu s prvky tzv. severské moderny. Zajímavou částí kostela je velká zvonice (30 m) s masivními základy. V interiéru se nachází křížová cesta, busta Ježíše Krista, obrazy a sochy francouzských světců. Kostel spravovali francouzští dominikáni. Byl to jediný katolický chrám v tehdejším Leningradě, který sloužil katolické komunitě i v letech 1938 až 1992. 

### Současnost
Po 2. světové válce proběhlo několik rekonstrukcí. V roce 1997 byly v chrámu osazeny vitráže s biblickými motivy. Chrám dnes slouží potřebám katolické minority v Petrohradu.